# Паметник на загиналите воини в Джуранлийския бой
Паметникът на загиналите воини в Джуранлийския бой се намира на могила между селата Дълбоки и Джуранли (днешно Калитиново), община Стара Загора, област Стара Загора.
Открит на 26 юли 1881 г., той е първият от паметниците в Стара Загора, посветени на Руско-турската освободителна война. На датата на боевете се провежда тържествено отбелязване на историческите събития с полагане на венци.

## Местоположение
Намира се на върха на Шакова могила на 3 км южно от село Дълбоки, вляво от шосето за Нова Загора.

## История
Паметникът е в почит на загиналите българи и руси при защитата на Стара Загора в Битката при Стара Загора и Битката при Джуранли на 19 юли 1877 г. В тези боеве загива и подполковник подполковник Павел Калитин, командир на III дружина от II бригада на Българското опълчение, отбранявайки Самарското знаме от обградилите го турски войници.
Боевете край Стара Загора, които се водят на 19/31 юли 1877 г., се считат за бойното кръщение на Българското опълчение. В сражението участва Старозагорският руски гарнизон, в чийто състав са дружини на Българското опълчение, и Централната турска армия. Едновременно с боевете край Стара Загора се водят сражения при Нова Загора и Джуранли.
Четири години след самото събитие на „Шакова могила“ е издигнат паметник. На тържественото откриване присъства и руският консул Кребел, посрещнат от официалните лица и народа.

## Композиция
Монументът е построен върху могила и се състои от издигната върху масивен, призматичен постамент каменна четиристранна пресечена пирамида, завършваща с кръст. Според командира на I бригада на българското опълчение полковник Ф.М. Прерадович щабът на херцог Максимилианович е бил разположен на тази могила.
Върху северната страна на пирамидата, която е увенчана с кръст, е апликиран Руския държавен герб с изображение на двуглав орел, а под него е изобразена емблема от бойни знамена и оръжия, под които е прикрепен мраморен георгиевски кръст.

### Паметници на победата
Паметникът на загиналите воини в Джуранлийския бой представлява точно копие на големия руски паметник строен от арх. Вокар на връх Столетов. По този модел са издигнати „Паметници на победата“ в 12 населени места в страната. Такъв се намира и в пределите на парк „Пети октомври“ в центъра на Стара Загора – Паметник „Защитниците на Стара Загора“, почитащ същите събития и дата, приета и за официален празник на града.

### Реставрация
През 2017 г. е реставриран след щети нанесени от друг реставратор – Никола Стоянов и екипа му. Възстановен е руският императорски герб, каменната сфера и православният мраморен кръст на върха на 13-метровия паметник. Извършена е хидрофобизация на целия монумент със специално вещество, което не позволява на влагата да достига до камъка. Възстановени са надписите от южната и северната страна и вътрешния кант в кръста със златен бронз.